# Antonella Della Porta
Antonella Della Porta, accreditata anche come Antonia Della Porta, pseudonimo di Maria Antonietta Cirillo (Reggio Calabria, 18 agosto 1927 – Roma, 16 luglio 2002), è stata un'attrice italiana attiva in cinema e televisione tra i primi anni sessanta e la seconda metà dei settanta.

## Biografia
È stata interprete caratterista di diversi film d'autore e di serie B di genere storico, recitando inoltre in sceneggiati televisivi soprattutto di ambientazione poliziesca, tra i quali Giallo club - Invito al poliziesco e Le inchieste del commissario Maigret, nonché in David Copperfield.
Era madre del giornalista Gabriele La Porta.

## Filmografia

### Cinema
- Difendo il mio amore, regia di Giulio Macchi (1956)
- La ciociara, regia di Vittorio De Sica (1960)
- Fantasmi a Roma, regia di Antonio Pietrangeli (1961)
- Maciste all'inferno, regia di Riccardo Freda (1962) – non accreditata
- Le prigioniere dell'isola del diavolo, regia di Domenico Paolella (1962)
- Le quattro giornate di Napoli, regia di Nanni Loy (1962)
- I terribili 7, regia di Raffaello Matarazzo (1963)
- Romeo e Giulietta, regia di Riccardo Freda (1964)
- Genoveffa di Brabante, regia di José Luis Monter (1964)
- L'ombrellone, regia di Dino Risi (1965)
- Dio, come ti amo!, regia di Miguel Iglesias (1966)
- Maigret a Pigalle, regia di Mario Landi (1966)
- Faccia a faccia, regia di Sergio Sollima (1967)
- Il padre di famiglia, regia di Nanny Loy (1967)
- Operazione San Pietro, regia di Lucio Fulci (1967)
- Il prof. dott. Guido Tersilli primario della clinica Villa Celeste convenzionata con le mutue, regia di Luciano Salce (1969)
- Il gioco della verità, regia di Michele Massa (1974)
- La via della droga, regia di Enzo G. Castellari (1977)

### Televisione
- Le due orfanelle, regia di Guglielmo Morandi (1959)
- Giallo club - Invito al poliziesco – serie TV, 3 episodi (1960-1961)
- Cenerentola – miniserie TV (1961)
- Una tragedia americana, regia di Anton Giulio Majano – miniserie TV, 2 episodi (1962)
- Caccia ai corvi, regia di Anton Giulio Majano (1962)
- Prima di cena, regia di Anton Giulio Majano (1963)
- Luisa Sanfelice, regia di Leonardo Cortese – miniserie TV (1966)
- La cittadella, regia di Anton Giulio Majano – miniserie TV (1964)
- Biblioteca di Studio Uno: La primula rossa (1964) – parodia televisiva
- Ai poeti non si spara, regia di Vittorio Cottafavi – film TV (1965)
- La donna di fiori, regia di Anton Giulio Majano – miniserie TV, 6 episodi (1965)
- David Copperfield, regia di Anton Giulio Majano – miniserie TV (1965)
- Don Giacinto a forza, regia di Anton Giulio Majano – film TV (1966)
- Melissa, regia di Daniele Daniele D'Anza – miniserie TV (1966)
- I racconti del maresciallo, regia di Mario Landi – miniserie TV, 1 episodio (1968)
- La donna di quadri, regia di Leonardo Cortese – miniserie TV, 6 puntate (1968)
- Le inchieste del commissario Maigret – serie TV, 2 episodi (1968-1972)
- Stasera Fernandel, regia di Camillo Mastrocinque – miniserie TV, 1 episodio (1969)
- Dal tuo al mio, regia di Mario Landi – film TV (1969)
- La donna di cuori, regia di Leonardo Cortese – miniserie TV, 5 puntate (1969)
- La coscienza a posto, regia di Italo Italo Alfaro – film TV (1972)
- La donna di picche, regia di Leonardo Cortese – miniserie TV, 4 episodi (1972)
- Qui squadra mobile – serie TV, episodio 1x01 (1973)
- Una prova d'innocenza, regia di Tonino Valerii – film TV (1991)